# 精准扶贫

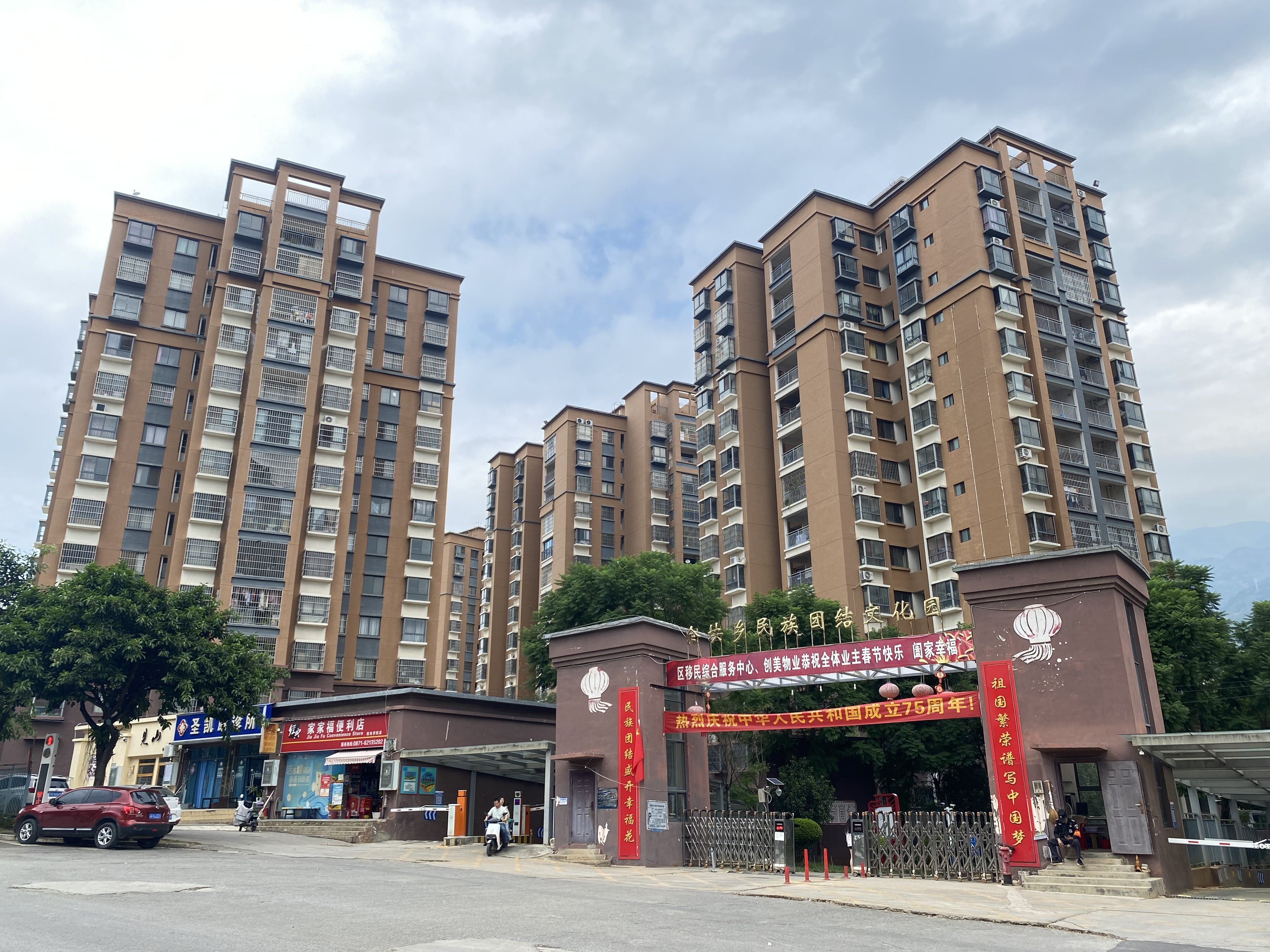
云南省昆明市东川区的扶贫搬迁安置点

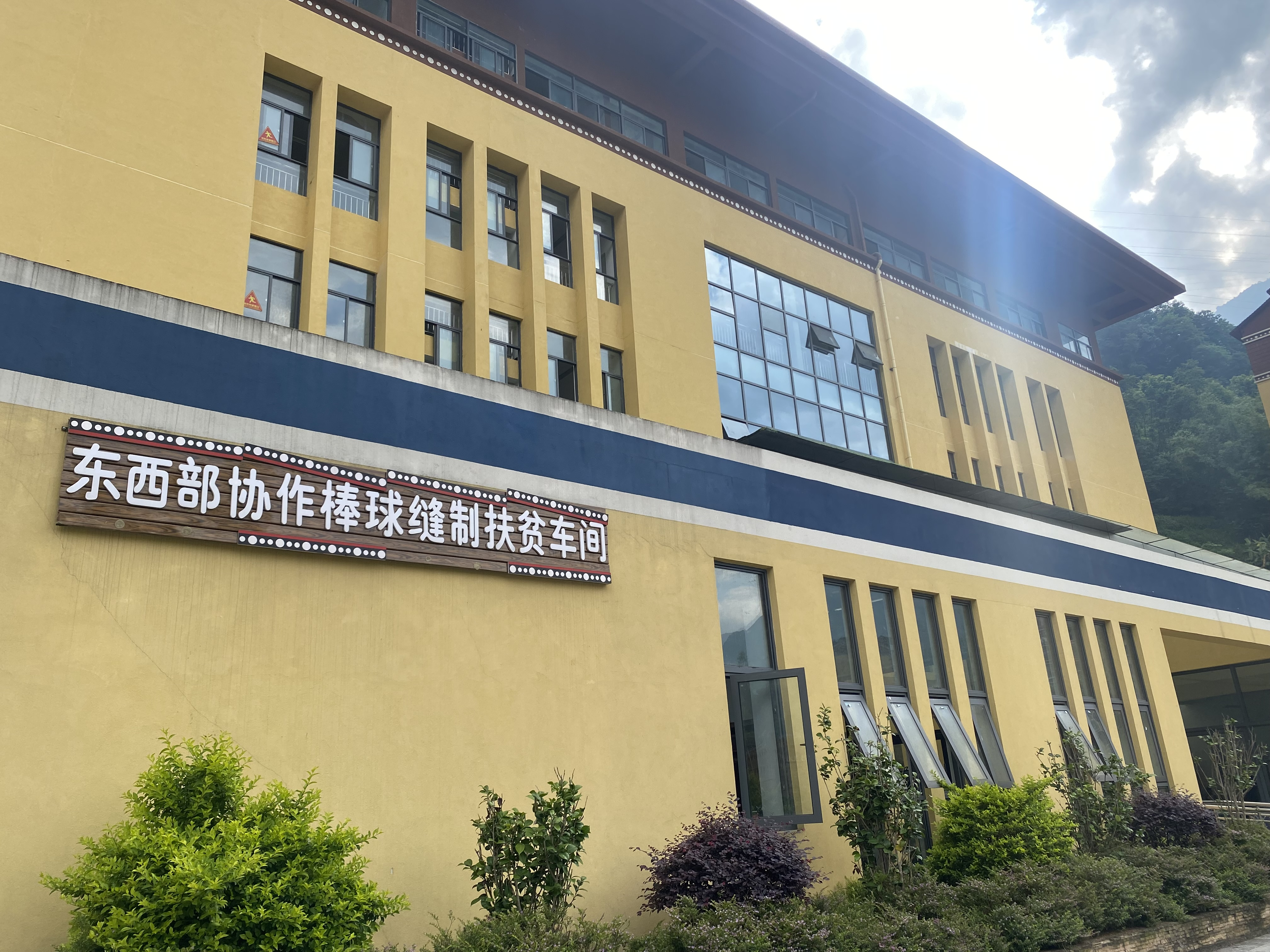
云南省怒江傈僳族自治州福贡县的东西部协作棒球缝制扶贫车间

精准扶贫是中共中央和国务院针对過去扶贫工作而言的，是指针对不同贫困区域环境、不同贫困农户状况，运用科学有效程序对扶贫对象实施精确识别、精确帮扶、精确管理的治贫方式。于2013年11月由中共中央总书记习近平在湖南湘西花垣县十八洞村考察时提出。
精准扶贫这一思想的提出，是基于急需解決的粗放式扶贫進行改革，過去不但没有顾及实际扶贫对象的切实生活需要，並進一步的導致了不同地區政府工作量不一，部分幹部與村莊陷入腐敗醜聞，以獲得更多的國家資源，而真正急需幫助的赤貧地區，卻無力推動扶貧工作，甚至出現執行困難與幹部人身安危等嚴重社會案件。而精准扶贫在扶贫体制、机制上有所转变，较大限度避免了资金挪用、形象工程等问题，將資金花在刀口上，並適量改善偏遠地區繁重任務的福利和工作需要，并且近年来中国不少地方的工作仍以完成固定指標為主，精准扶贫加入動態這一概念，是認識到扶貧工作的高度變化性，並提出了更高的改革與自我要求、進步性，其自身也在探索中不断发展創新，並順應時代仍然在持續完善當中。

## 内涵
内容要点：第一，精准化理念是精准扶贫思想的核心要义。第二，分批分类理念是精准扶贫思想的基础工具。第三，精神脱贫理念是精准扶贫思想的战略重点。要实事求是，因地制宜。要精准扶贫，切忌喊口号，也不要定好高骛远的目标。
思想：扶贫对象精准、项目安排精准、资金使用精准、措施到户精准、因村派人精准、脱贫成效精准。

## 历史
2013年11月，中共中央总书记习近平到湖南省湘西州花垣县十八洞村考察时首次提出了“实事求是、因地制宜、分类指导、精准扶贫”的指示。
2014年1月，中共中央办公厅详细规制了精准扶贫工作模式的顶层设计，推动了“精准扶贫”思想落地。2014年3月，习近平参加两会代表团审议时强调，要实施精准扶贫，瞄准扶贫对象，进行重点施策。进一步阐释了精准扶贫理念。
2014年8月1日，国务院决定从2014年起，将每年10月17日设立为“扶贫日”，设立“扶贫日”是继续向贫困宣战的一个重要的举措，也是广泛动员社会各方面力量参与扶贫开发的一项重要的制度安排。
2015年6月，中共中央总书记习近平在贵州就加大推进扶贫开发工作又全面阐述“精准扶贫”概念，提出“六个精准”。“精准扶贫”成为各界热议的关键词。
2015年10月，中共中央总书记习近平在2015减贫与发展高层论坛上发表题为《携手消除贫困促进共同发展》的主旨演讲，阐述中国政府在全面建成小康社会进程中全面推进扶贫攻坚的举措。
2015年11月，中央扶贫开发工作会议通过了《中共中央、国务院关于打赢脱贫攻坚战的决定》，对“十三五”期间的扶贫开发工作进行全面部署。《决定》提出了十项精准扶贫方略，是打赢脱贫攻坚战的基本途径和具体抓手。
2016年12月，国务院印发《“十三五”脱贫攻坚规划》，提出坚持精准帮扶与区域整体开发有机结合，大力推进实施一批脱贫攻坚工程。
2017年10月，中共中央总书记习近平在十九大报告中指出，要动员全党全国全社会力量，坚持精准扶贫、精准脱贫，确保到2020年中国现行标准下农村贫困人口实现脱贫，贫困县全部摘帽，解决区域性整体贫困，做到脱真贫、真脱贫。
2017年底的中共十九大把精准脱贫作为三大攻坚战之一。
2018年8月，中共中央、国务院出台关于打赢脱贫攻坚战三年行动的指导意见。意见要求，到2020年，确保现行标准下农村贫困人口实现脱贫，消除绝对贫困；确保贫困县全部摘帽，解决区域性整体贫困。实现贫困地区农民人均可支配收入增长幅度高于全国平均水平。实现贫困地区基本公共服务主要领域指标接近全国平均水平。
2020年5月28日，李克强在第十三届全国人大第三次会议结束後，按惯例出席了总理记者会。在记者会上，李克强交代了中国当前有6亿人口的每个月收入只有1000元人民币左右。2020年正值中共中央总书记习近平提出的脱贫收官之年，李克强的言论引发外界广泛讨论。

## 取得成效

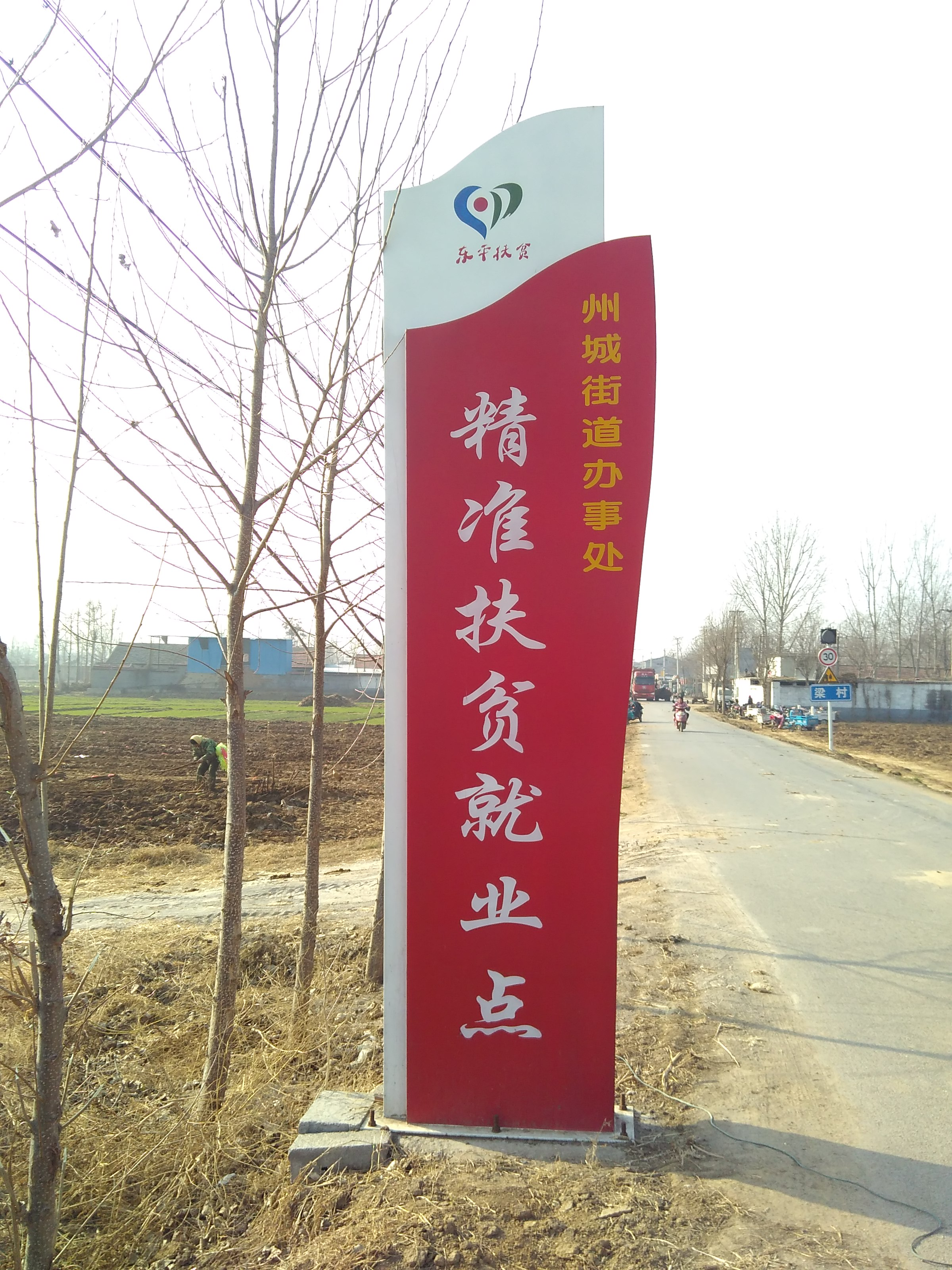
山东省东平县的一处精准扶贫就业点

自2012年中共十八大以来，中央和国家机关出台230多个政策文件、实施方案，各地相继出台完善“1+N”配套举措，许多“老大难”问题有了解决方案。5年来，中央专项扶贫资金投入2822亿元，年均增长22.7%。金融扶贫再加力，累计发放4437亿元扶贫小额信贷，支持1123万贫困户发展产业。
来自国务院扶贫办的信息，中国贫困人口数量从1978年末的7.7亿人下降到2017年末的3046万人，累计减贫7.4亿，年均减贫人口规模接近1900万，贫困发生率也从97.5%下降到3.1%，对全球减贫的贡献率逾七成。按现行贫困标准，2013年至2017年累计减贫6853万人，减贫幅度接近70%，不仅每年减贫人数均在1000万以上，而且首次实现了贫困县数量的净减少。
十九大报告提到，脱贫攻坚战取得决定性进展，六千多万贫困人口稳定脱贫，贫困发生率从10.2%下降到4%以下。中国共产党创新提出的精准扶贫政策，取得了每年减贫1300万人以上的成就。英国《经济学人》杂志评论说，在减贫脱贫方面，“中国是个英雄”。
联合国开发计划署2015年发布的《联合国千年发展目标报告》明确指出，“中国在全球减贫中发挥了核心作用”。中国精准扶贫的新理论、新实践也为全球减少贫困提供了中国范例。

## 存在问题与相关事件

### 存在问题
中国扶贫开发始于20世纪80年代，在实际的操作当中，经济状况是识别贫困户的主要依据，但在具体工作中存在一些真正的贫困农户和贫困居民没有急需幫助的狀況，以及贫困户与非贫困户之间的识别还不精准、“十三五”规划设计的扶贫类别规划与现实之间存在张力等问题。扶贫中的低质、低效问题普遍存在，甚至通过弄虚作假，挤占浪费国家扶贫资源，滋生腐败，催生出來精準扶貧。
2022年6月21日，审计署发布的《关于2021年度中央预算执行和其他财政收支的审计工作报告》披露，据审计报告，有35县投入27.69亿元实施的771个项目未与脱贫群众建立稳固的利益联结，或未足额分红，或未吸纳就业；41县投入17.6亿元建设的472个项目效益较差，其中206个建成后闲置或废弃。就业帮扶措施也存在执行走样，23县1958个公益性岗位被吃空饷或顶岗，7县拖欠1.67万名脱贫群众工资2700余万元；11县投入4100余万元开展的41个就业培训项目存在凑人数现象。

### 相关事件
2016年杨改兰特大故意杀人案
2017年湖北省当阳市扶贫总结抄袭事件。
2017年内蒙古扶贫干部自杀事件。
2020年1月13日：贫困女大學生吳花燕因早衰症逝世。